# Žarošice
Žarošice település Csehországban, Hodoníni járásban. Žarošice Archlebov, Dambořice, Heršpice, Mouřínov, Ždánice és Uhřice településekkel határos. Lakosainak száma 1117 fő (2024. január 1.).

## Népesség
A település lakosságának változását az alábbi diagram mutatja:
| Lakosok száma | 1300 | 1559 | 1587 | 1427 | 1101 | 1020 | 1080 | 1105 | 1075 | 1117 |
|               | 1869 | 1900 | 1921 | 1961 | 1980 | 2011 | 2016 | 2019 | 2021 | 2024 |